# آچانان
آچانان (به ارمنی: Աճանան) یک روستا در ارمنستان است که در استان سیونیک واقع شده‌است. آچانان در ۸ کیلومتری شمالشرق کاپان، مرکز استان سیونیک واقع شده است.

## خصوصیات
آچانان ۷٫۶۴ کیلومترمربع مساحت و ۱۶۴ نفر جمعیت دارد و در ارتفاع ۹۱۰ متر بالاتر از سطح دریا قرار گرفته است.